# Swatawa Ludgarda
Swatawa Ludgarda (zm. 19 lutego po 1146) – czeska księżniczka.
Swatawa była córką czeskiego księcia Władysława I i jego żony Rychezy z Bergu. W lipcu 1124 poślubiła hrabiego Fryderyka von Bogen, wójta biskupstwa ratyzbońskiego. W Niemczech używała imienia Ludgarda.